# SriLankan Airlines
SriLankan Airlines (singhalesisch ශ්‍රීලංකන් ගුවන් සේවය, bis 1999 Air Lanka bzw. im Markenauftritt AIRLANKA) ist eine der staatlichen Fluggesellschaften Sri Lankas mit Sitz in Katunayake und Basis auf dem Bandaranaike International Airport. Sie ist Mitglied der Luftfahrtallianz oneworld.

## Geschichte

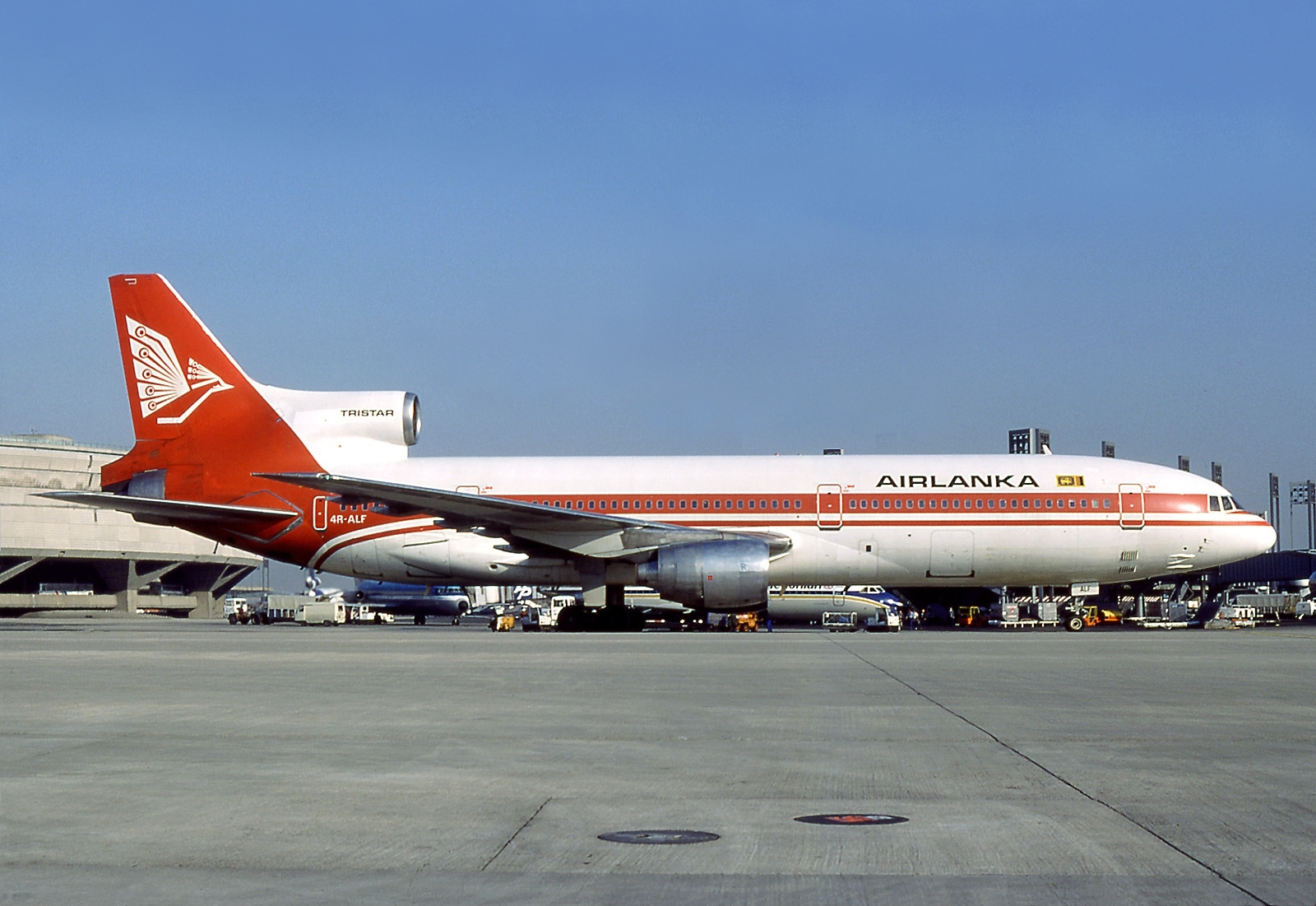
Lockheed L-1011-385 TriStar der AIRLANKA im Jahr 1982

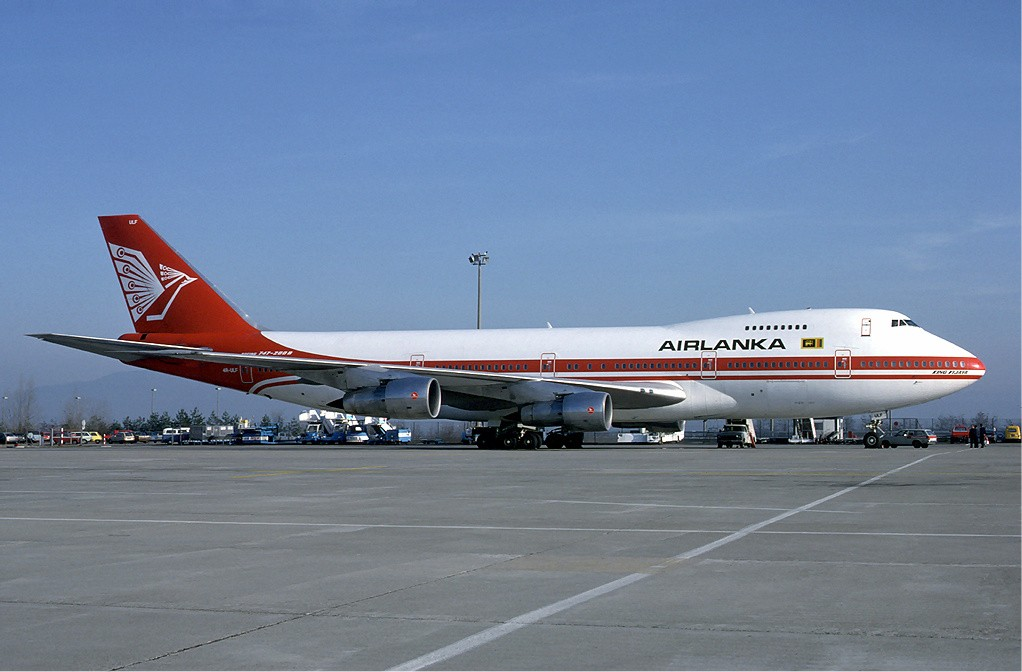
Boeing 747-200 der AIRLANKA im Jahr 1984

SriLankan Airlines wurde am 10. Januar 1979 unter dem Namen Air Lanka als Nachfolgegesellschaft der insolventen Air Ceylon gegründet. Die Aufnahme des Flugbetriebs erfolgte am 1. September 1979 unter dem Markenauftritt AIRLANKA mit zwei geleasten Boeing 707. Der erste Flug führte von Colombo nach London-Gatwick. Zudem wurden anfangs Bangkok, Mumbai, Frankfurt am Main, Zürich, Chennai, Malé und Singapur von Colombo angeflogen. Im ersten Jahr beförderte AirLanka ca. 250.000 Passagiere. Ab Oktober 1980 setzte die Gesellschaft erstmals eine geleaste Lockheed L-1011 TriStar ein. Diese Maschinen wurden in den 1980er-Jahren zum Standardflugzeug auf den Langstrecken. Zudem leaste das Unternehmen von 1984 bis 1987 nacheinander zwei Boeing 747-200 der Qantas, um Ziele wie London oder Frankfurt auch bei hoher Passagierauslastung bedienen zu können. AirLanka wuchs kontinuierlich, auch aufgrund von Entwicklungshilfeleistungen europäischer Länder. Im Jahr 1990 wurden 26 Flugziele bedient. Ihren ersten Airbus, eine A320-200, stellte die Gesellschaft 1992 in Dienst. Seitdem wurden alle Flugzeuge durch neue Airbus-Maschinen ersetzt.
Im Jahr 1998 wurde eine Partnerschaft mit der in Dubai beheimateten Emirates geschlossen, die einen 40-prozentigen Anteil an der AirLanka erwarb. Fortan übernahm Emirates zehn Jahre lang die Geschäftsführung. Die Fluggesellschaft erhielt 1999 ihren heutigen Namen SriLankan Airlines und das aktuelle Logo. Emirates gab Anfang Januar 2008 bekannt, bis Ende März 2008 aus dem Management der SriLankan Airlines auszusteigen. Im Juli 2010 erwarb die Regierung von Sri Lanka alle Anteile, die von Emirates gehalten wurden, zu einem Preis von 53 Millionen US$ zurück.
Am 1. Mai 2014 trat SriLankan Airlines der Luftfahrtallianz oneworld bei.

## Flugziele
SriLankan Airlines fliegt von Colombo hauptsächlich Ziele in Südasien sowie im Nahen und Fernen Osten an. In Europa wird London und seit Ende Januar 2021 auf Wunsch der Sri Lankischen Regierung auch erneut der Flughafen Frankfurt Main bedient.
Codesharing
* Oneworld Mitglied 
SriLankan Airlines unterhält Codeshare-Abkommen mit Air Canada, Air India, Alitalia, Asiana Airlines, Etihad Airways, * Finnair, * Japan Airlines, * Malaysia Airlines, Oman Air, * Qatar Airways, * S7 Airlines und Saudi Arabian Airlines.

## Flotte

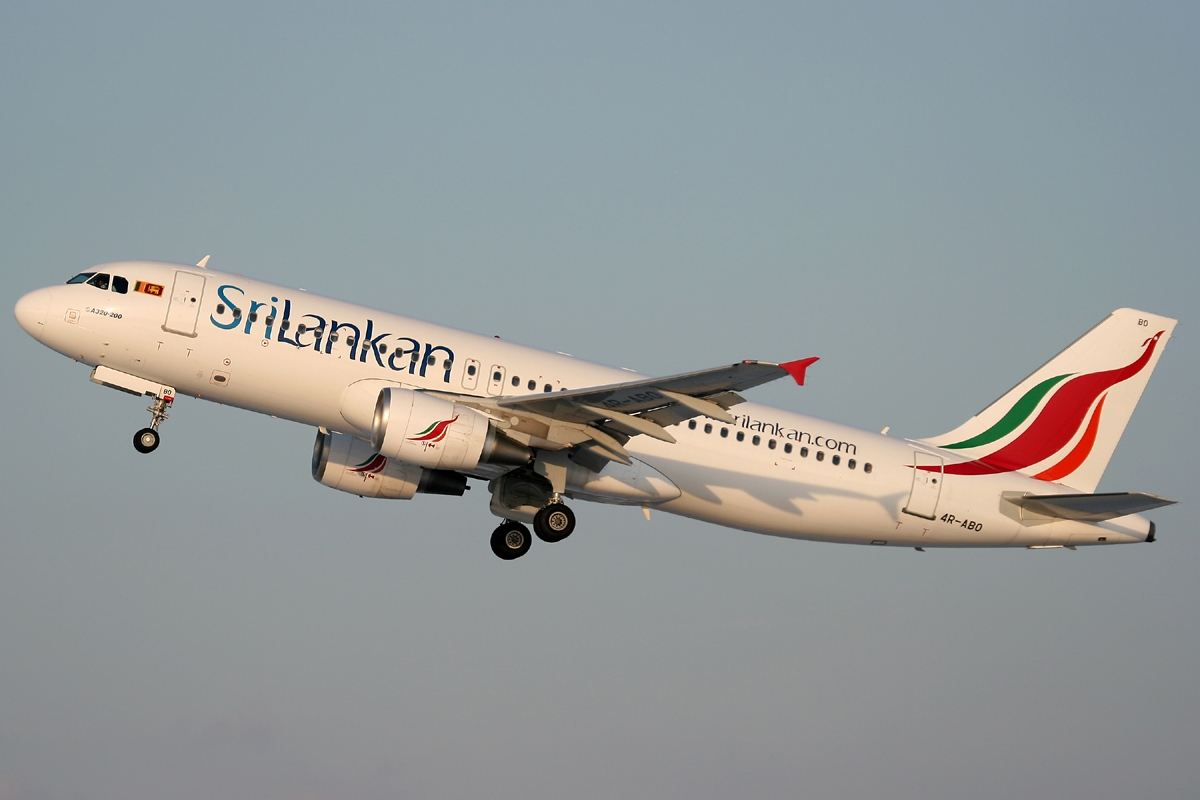
Airbus A320-200 der SriLankan Airlines

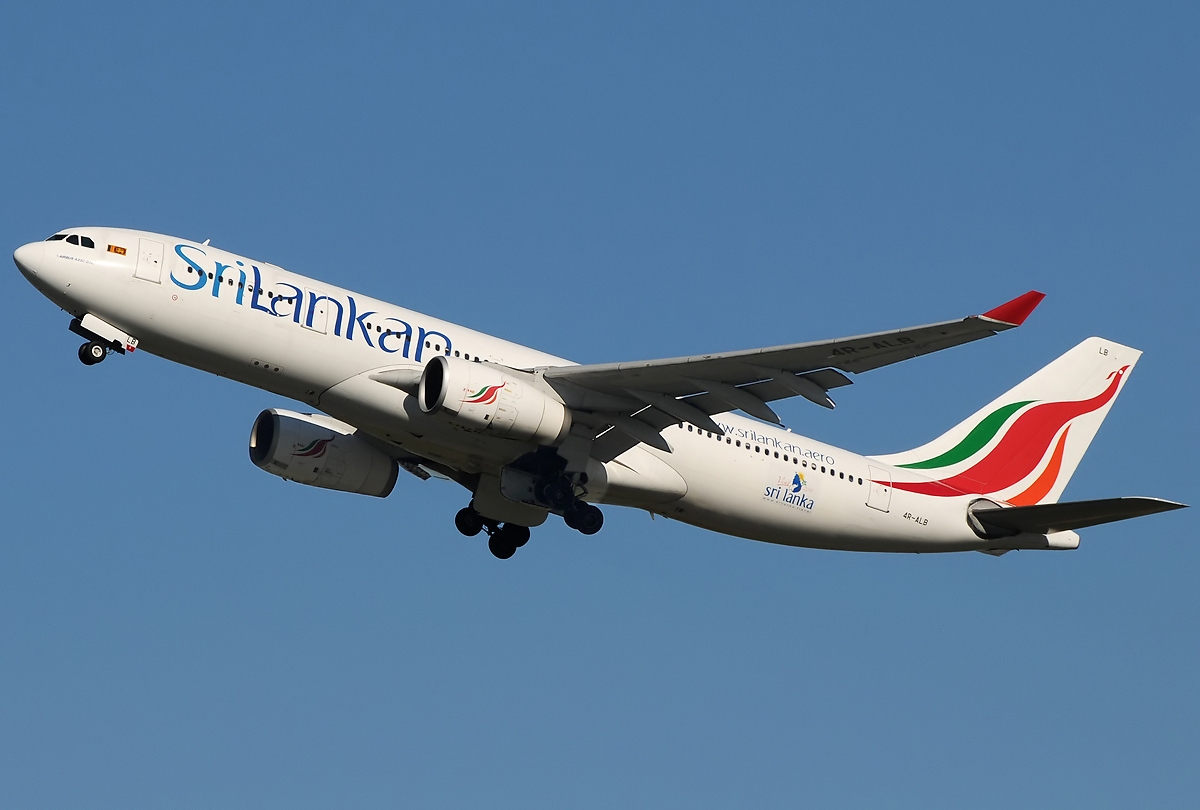
Airbus A330-200 der SriLankan Airlines

### Aktuelle Flotte
Mit Stand Februar 2025 besteht die Flotte der SriLankan Airlines aus 22 Flugzeugen mit einem Durchschnittsalter von 11,3 Jahren:
| Flugzeugtyp     | Anzahl | bestellt | Anmerkungen   | Sitzplätze (Business/Economy)          | Durchschnittsalter |
| --------------- | ------ | -------- | ------------- | -------------------------------------- | ------------------ |
| Airbus A320-200 | 07     |          |               | 136 (16/120) 150 (12/138) 162 (12/150) | 14,1 Jahre         |
| Airbus A320neo  | 02     |          |               | 150 (12/138)                           | 8,0 Jahre          |
| Airbus A321neo  | 04     |          | zwei inaktiv  | 188 (12/176)                           | 7,3 Jahre          |
| Airbus A330-200 | 02     |          | einer inaktiv | 270 (18/252)                           | 18,2 Jahre         |
| Airbus A330-300 | 07     | 1        |               | 297 (28/269)                           | 9,8 Jahre          |
| Gesamt          | 22     | 1        |               |                                        | 11,3 Jahre         |

### Aktuelle Sonderbemalungen
| Flugzeugtyp     | Luftfahrzeugkennzeichen | Bemalung               | Zeitraum         | Bild |
| --------------- | ----------------------- | ---------------------- | ---------------- | ---- |
| Airbus A320-200 | 4R-ABO                  | "oneworld"             | seit August 2015 |      |
| Airbus A330-200 | 4R-ALH                  | "oneworld"             | seit Mai 2014    |      |
| Airbus A330-300 | 4R-ALP                  | "Kandy Esala Perahera" | seit Juni 2023   |      |

### Ehemalige Flotte
In der Vergangenheit setzte SriLankan Airlines folgende Flugzeugtypen ein:
- Airbus A300B4-200
- Airbus A319-100
- Airbus A321-200
- Airbus A340-300
- Boeing 707-300
- Boeing 737-200
- Boeing 737-300
- Boeing 747-200
- Boeing 767-300ER
- Lockheed L-1011 TriStar

## Zwischenfälle
Seit Gründung der Fluggesellschaft gab es keine Zwischenfälle in Form von Abstürzen oder dergleichen, sie wurde jedoch Opfer von zwei Anschlägen:
- Am 3. Mai 1986 wurde eine Lockheed L-1011 TriStar der Air Lanka während der Beladung auf dem Bandaranaike International Airport in Colombo durch eine versteckte Bombe zerstört. 21 Menschen kamen dabei ums Leben (siehe auch Air-Lanka-Flug 512).[16]
- Am 24. Juli 2001 wurden bei einem Anschlag der Separatistenorganisation Liberation Tigers of Tamil Eelam auf den Bandaranaike International Airport zwei Airbus A330 sowie je eine A320 und A340 zerstört. Die Gesellschaft verlor dadurch knapp 30 % ihrer damaligen Flotte (4 von 14 Maschinen).[17]